# Iwan Michailowitsch Kassatkin
Iwan Michailowitsch Kassatkin (russisch Иван Михайлович Касаткин; * 30. Märzjul. / 11. April 1880greg. in Baranowizy, Gouvernement Kostroma; † 19. April 1938) war ein russisch-sowjetischer Schriftsteller.
Kassatkin trat 1902 der russischen Sozialdemokratie bei. Erste Werke veröffentlichte er circa 1907. Während der 1930er-Jahre war er Herausgeber bei Goslitisdat, Krasnaja now und weiteren Zeitschriften. 1938 wurde er Opfer der Stalinschen Säuberungen. Wenige Monate nach seiner Verhaftung am 31. Januar 1938 wurde er hingerichtet. In der zweiten Hälfte der 1950er-Jahre wurde er rehabilitiert.

## Werke
- Sobr. soch, 3 Bände, Moskau 1928–29
- Izbrannye rasskazy, Moskau 1957
- Derevenskie rasskazy, Moskau 1967

## Anmerkung
1. ↑  Die Lebensdaten unterscheiden sich in den Quellen.

| Personendaten    | Personendaten                        |
| ---------------- | ------------------------------------ |
| NAME             | Kassatkin, Iwan Michailowitsch       |
| ALTERNATIVNAMEN  | Касаткин, Иван Михайлович (russisch) |
| KURZBESCHREIBUNG | russisch-sowjetischer Schriftsteller |
| GEBURTSDATUM     | 11. April 1880                       |
| GEBURTSORT       | Baranowizy, Gouvernement Kostroma    |
| STERBEDATUM      | 19. April 1938                       |